# Hüseyin Beşok
Hüseyin Beşok (Smirne, 2 agosto 1975) è un ex cestista turco.

## Carriera
Con la Turchia ha disputato i Campionati mondiali del 2002 e quattro edizioni dei Campionati europei (1997, 1999, 2001, 2003).

## Palmarès

### Squadra
- Campionato turco: 2

Efes Pilsen: 1995-96, 1996-97
- Campionato israeliano: 2

Maccabi Tel Aviv: 2001-02, 2002-03
- Campionato francese: 1

Le Mans: 2005-06
- Coppa di Turchia: 1

Efes Pilsen: 2000-01
- Coppa di Israele: 2

Maccabi Tel Aviv: 2001-02, 2002-03
- Semaine des As: 1

Le Mans: 2006
- Coppa Korać: 1

Efes Pilsen: 1995-96

### Individuale
- LNB Pro A MVP finali: 1

Le Mans: 2005-06